# Alfredo Spadavecchia
Alfredo Spadavecchia (Foggia, 3 agosto 1919 – Albenga, marzo 1984) è stato un calciatore italiano, di ruolo ala.

## Carriera
In gioventù militò nel Dopolavoro Ferroviario di Rimini; giocò poi in Serie A con Juventus, Bari e Novara, e in Division 1 con il Saint-Étienne.

## Palmarès
- Campionato italiano Serie C: 1

Biellese: 1942-1943 (girone E)